# ونچتسکی
ونچتسکی (به لاتین: Łęczycki) یک روستا در لهستان است که در گمینا پاپروتنگا واقع شده‌است.